# کومی یوکویاما

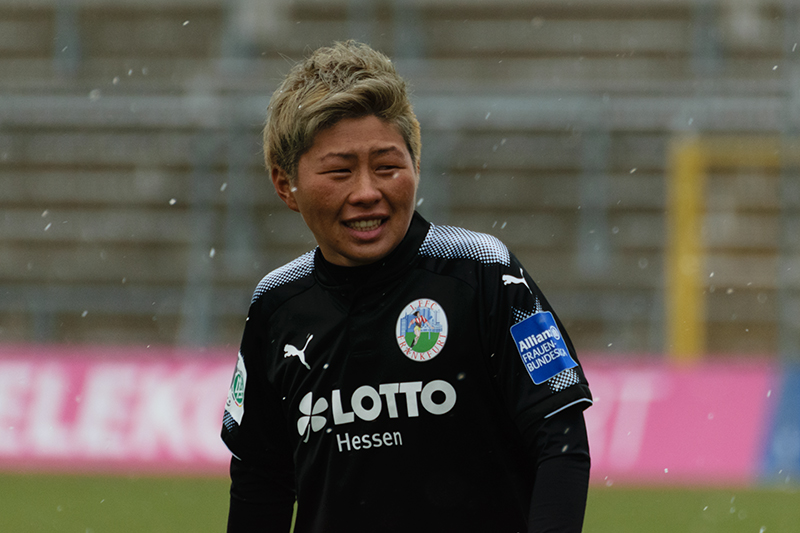
کومی یوکویاما در سال ۲۰۱۷

کومی یوکویاما (انگلیسی: Kumi Yokoyama؛ زادهٔ ۱۳ اوت ۱۹۹۳) بازیکن فوتبال اهل ژاپن است.
از باشگاه‌هایی که در آن بازی کرده‌است می‌توان به باشگاه فوتبال اوکایاما یونوگو بل اشاره کرد.